# Переливница Шренка
Переливница Шре́нка, или радужница Шре́нка (лат. Mimathyma schrenckii или Amuriana schrenckii) — вид дневных бабочек из семейства нимфалид (Nymphalidae). Видовое название  дано в честь Леопольда Ивановича Шренка — российского зоолога, геолога и этнолога.

## Описание

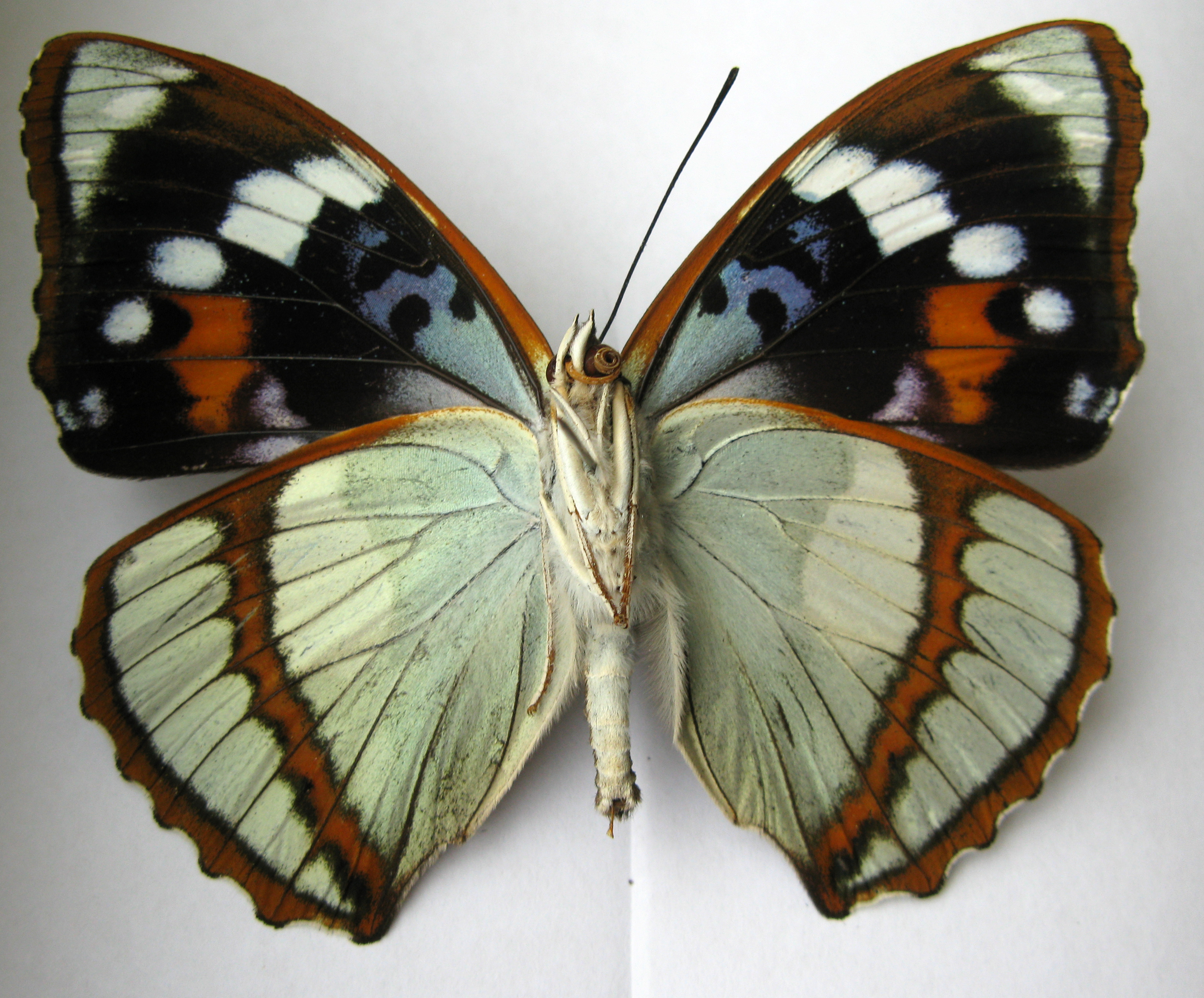
Самец. Нижняя сторона крыльев

Верхняя сторона крыльев буровато-чёрная с белым рисунком, а также голубоватыми и ржаво-бурыми пятнами на передних крыльях. Задние крылья несут широкую белую перевязь с голубыми переливающимися краями. Нижняя сторона задних крыльев бледно-зеленовато-голубая с серебристым блеском и с оливкового цвета перевязью.

## Ареал
Распространена в Среднем Приамурье от гор Малого Хингана до Комсомолька-на-Амуре, в Приморском крае России, Китае и Корее.

## Гусеница
Гусеница светло-зелёная, с тремя парами выростов на спине. На анальном сегменте имеется два острия. Кормовое растение — хмелеграб обыкновенный (Ostrya carpinifolia).